# 370

## Nașteri
- dată necunoscută: Papa Bonifaciu I papă (d. 422)
- dată necunoscută: Claudian  (d. 404)
- dată necunoscută: Constantius al III-lea  (d. 421)
- dată necunoscută: Acachie mărturisitorul  (d. 435)